# Йордан Стефанов (офицер)
Йордан Йорданов Стефанов е български офицер, генерал-лейтенант.

## Биография
Роден е на 22 септември 1923 г. в Преслав. През 1942 г. завършва Шуменската гимназия „Васил Друмев“. Служи като войник от 1942 до 1943 г. на летището в Карлово. От януари до септември 1943 г. е школник в автомобилната школа на летище Божурище. До юли 1944 г. е войник на летищата в Карлово, Враждебна и Сливен. Излиза в домашен отпуск през юли и става партизанин в Шуменския партизански отряд. Член е на РМС от 1940, а на БКП – от 1946 г. След 9 септември 1944 г. започва работа в милицията на град Преслав, където остава до края на септември. От тогава до януари 1945 г. е в гвардията в град Шумен. В периода януари 1945 – април 1946 г. учи в Школата за запасни офицери и завършва като първенец на випуска. Между април и септември 1946 г. учи в школа за бомбардировачи на летището в Телиш. В периода септември 1946 – август 1947 г. учи в Народното военновъздушно училище „Георги Бенковски“. Започва службата си като летец в петнадесетия разузнавателен полк в Телиш през август 1947 г. От април 1949 г. е командир на ескадрила в същия полк. В периода юни 1950 – декември 1952 г. е командир на 26-ия отделен разузнавателен авиополк. Между декември 1952 и декември 1955 г. е командир на авиодивизия. От декември 1955 г. до ноември 1958 г. учи във Военновъздушната академия в Монино, СССР. В периода ноември 1958 – 8 март 1961 г. е началник-щаб на ПВО и ВВС на България. От 3 март 1961 до 29 май 1962 г. е командир на 1-ви корпус ПВО. От 29 май 1962 г. отново е началник-щаб на ПВО и ВВС. След това е директор на ДСО „Българска гражданска авиация“. От 1962 г. е генерал-майор, а от 1969 г. – и генерал-лейтенант.

## Образование
- Шуменска гимназия „Васил Друмев“ (1939 – 1942)
- Школа за запасни офицери (януари 1945-април 1946)
- Школа за бомбардировачи, курс (април и септември 1946)
- Народно военновъздушно училище „Георги Бенковски“ (септември 1946-август 1947)
- Военновъздушна академия, Монино, СССР (декември 1955-ноември 1958)